# Thorsten Andersson (ortnamnsforskare)
Karl Thorsten Gunnar Andersson, född den 23 februari 1929 i Stora Åby församling, Östergötlands län, död den 22 april 2018, var en svensk språkforskare.
Andersson var universitetslektor i svenska språket vid universitetet i Münster i Tyskland 1957–1960. Han promoverades till filosofie doktor i Uppsala 1965 och blev docent i nordiska språk, särskilt ortnamnsforskning vid Uppsala universitet samma år. Åren 1971–1994 var Andersson professor i detta ämne vid nämnda lärosäte. Han var utgivare av Namn och bygd och medutgivare av Studia Anthroponymica Scandinavica. Han författade ett flertal artiklar för tidskrifter om person- och ortnamn samt inom filologins fält. Andersson blev ledamot av Humanistiska Vetenskapssamfundet i Uppsala 1971, av Gustav Adolfs Akademien 1973, av Danske Videnskabernes Selskab 1986, av Vitterhetsakademien 1987 och Norske Videnskabers Selskab i Trondheim 1989.